# Ludwig Clauss
Ludwig Ferdinand Clauss (8 de febrero de 1892 en Offenburg - † 13 de enero de 1974 en Huppert) fue un psicólogo y filósofo nazi alemán, influyente teórico racial durante los años 20 y el período del Tercer Reich. Uno de los alumnos más prometedores de Edmund Husserl y amigo de Martin Heidegger, es principalmente conocido por su obra Rasse und Seele (Raza y alma). Su filosofía de identidad racial tuvo la aprobación del propio Heidegger.
Partidario del ala antisupremacista en la época nazi, Clauss estuvo en prisión luego de proteger la integridad de su colaboradora judía, Margarete Landé, hecho que motivó un homenaje en su nombre en Yad Vachem, Israel.

## Antes de 1945
Clauss creció en Friburgo y asistió a la escuela secundaria allí. Su padre era juez de distrito. Después de graduarse, completó su servicio militar en la Marina, donde viajó como Seekadett en Noruega. Se ofreció como voluntario para la marina durante la Primera Guerra Mundial.
En la Universidad de Friburgo estudió filosofía, psicología y filología inglesa y escandinava, en donde además conoció al filósofo nazi Martin Heidegger, de quien será confidente en las décadas siguientes. De 1917 a 1921, Clauß fue alumno de Edmund Husserl. En 1918 se casó con la hija de un profesor universitario en Friburgo, de quien se divorció después de un año. En noviembre de 1919 aprobó el examen estatal para la profesión docente superior. En 1921 recibió su doctorado con su obra Die Totenklagen der deutschen Minnesänger, bajo la supervisión de Husserl.
En 1920, Clauss se convirtió en miembro de la Confederación Alemana y del partido antisemita alemán Federación Nacionalista Alemana de Protección y Defensa. Según Breuer, posiblemente también era miembro de la organización juvenil popular de las Águilas y los Halcones, en cuyos diarios Clauss tenía mucho que decir.
En 1922, en la Universidad de Bismarck de Dresde, Clauß celebró sus primeras conferencias sobre la psicología de la raza. Husserl le ofreció un proyecto sobre la filosofía del lenguaje de Wilhelm von Humboldt para su tesis de habilitación. Sin embargo, este proyecto fue cancelado pronto debido a intereses irreconciliables. Como razón, Clauß declaró más tarde que fue el judaísmo de Husserl. En realidad, Clauss quería completar su trabajo de habilitación sobre el "alma nórdica" (1923). Sin embargo, el libro con sus ataques a los síntomas de la degeneración judía despertó su reticencia. Husserl se negó a aceptar "El alma nórdica" como una tesis de habilitación. Sin embargo, Clauss contribuyó a la publicación conmemorativa en el 70 cumpleaños de Husserl, que apareció en 1929. Porque Clauss entendió su conocimiento del alma racial como una extensión de la fenomenología de Husserl.
En 1923 trabajó como trabajador agrícola en Noruega, luego como patrón en Dinamarca y Suecia. En 1925 viajó por los Balcanes. Sus viajes fueron apoyados por su patrocinador Friedrich Wilhelm Prinz zur Lippe. Con él y Margarete Landé, a quien había conocido mientras estudiaba con Husserl, se dispuso en enero de 1927 para una excursión más larga de cuatro años al Medio Oriente. Durante este viaje, Clauss se apasionó por el Islam. Con sus estudios sobre el "Cercano Oriente" y el "alma racial del desierto", Clauss estuvo ocupado durante años después de su viaje. Margarete Landé, que era judía, lo ayudó como empleado privado en la evaluación. Su fe lo llevó en 1944 a participar también en el SS-Islamprojekt.
A partir del 1 de mayo de 1933 se convirtió en miembro del NSDAP, número de miembro 2,909,460. En 1934, Clauß junto con Hans FK Günther fundaron la revista Rasse como el órgano de publicación del Anillo Nórdico. En ocasiones, Claus recibió el apoyo de la Asociación de Investigación de la Fundación SS Deutsches Ahnenerbe.
En 1935, Clauss se casó por segunda vez, hija de un oficial de Prusia Oriental de la antigua nobleza. En 1936 se las arregló para conseguir Dr. hab. debido a sus logros, que incluyeron su viejo libro Rasse und Seele de 1926 y otros escritos. Apoyado por la Liga Nacionalsocialista de Estudiantes Alemanes, recibió una cátedra en la Universidad de Berlín y fue contratado en 1941. En el apogeo de su carrera en 1941, Clauss consiguió la silla de los estudios raciales y política racial que en la Universidad Estatal de Poznan le habían proporcionado y debe convertirse en un miembro de una comisión para "estudiar los elementos raciales básicos del pueblo italiano". Esto hizo que se incrementase una rivalidad interna entre Clauss y Walter Groß, que estaba tratando de excluirlo del partido. En 1943, el partido fue finalmente expulsado y también liberado del servicio civil. Clauss fue acusado de violar las Leyes de raza de Nuremberg a través de una relación con Margarete Landé . Escondió a su compañera de trabajo hasta el final de la guerra, salvándola de la muerte.

## Obras
- Lieder der Edda. Altheldischer Sang in neues Deutsch gefasst von Ludwig Ferdinand Clauss, 1921
- Rasse und Seele. Eine Einführung in den Sinn der leiblichen Gestalt, 1926
- Von Seele und Antlitz der Rassen und Völker, 1929
- Die nordische Seele. Eine Einführung in die Rassenseelenkunde, 1923, 1932
- Als Beduine unter Beduinen, 1933
- Rasse und Charakter – das lebendige Antlitz, 1936
- Semiten in der Wüste unter sich, 1937
- Die Seele des Andern, 1958
- Die Weltstunde des Islam, 1963
- Thuraja. Roman, 1950
- Verhüllte Häupter. Roman, 1955
- Die Wüste macht frei. Roman, 1956